# Hieracium taigense
Hieracium taigense là một loài thực vật có hoa trong họ Cúc. Loài này được Schischk. & Serg. mô tả khoa học đầu tiên năm 1949.